# Hódító hódok
A Hódító hódok (eredeti cím: The Angry Beavers) amerikai televíziós rajzfilmsorozat, amelyet Mitch Schauer készített a Nickelodeon számára. A sorozat két hódról, Dugóról és Norbiról szól, akik az új alom születésével kénytelenek voltak elhagyni a szülői fészket, hogy saját gátat építsenek. A sugárzása 1997-ben kezdődött a Nickelodeon Kids’ Choice Awards után és 2001-ben ért véget. Amerikában a Nickelodeon tűzte műsorra. Magyarországon az RTL Klub vetítette, a Nickelodeon sugározta és a Viasat 3 adta le.

## Szereplők

### Főszereplők
- Norbert (Nick Bakay, magyar hangja Vass Gábor): az idősebb testvér, mégpedig négy perccel. Művelt, választékosan fogalmaz, és gyakran képviseli a józan ész hangját öccse őrültségeivel szemben. Vele szemben sokszor atyáskodóan viselkedik. Néha azonban elég önző tud lenni, és alkalmanként piszkálja, sértegeti is Dugót, ami gyakran visszafelé sül el.
- Dugó (Richard Steven Horvitz, magyar hangja Bolba Tamás): a fiatalabb hód. Energikus és gyerekes, aki az érzéseit mindig intenzíven éli meg. Bátyjával tipikusan hullámzó a kapcsolata, hol segít neki, hol pedig próbál keresztbe tenni, a helyzettől függően.

### Mellékszereplők
- Prémvirág. fiatal hódlány, rendkívül kreatív, Norbi hippi barátnője.
- Tuskó (első megjelenésekor még Tönk): Dugó és Norbi barátja, annak ellenére, hogy ténylegesen csak egy mamutfenyőből hátramaradt tuskó. Számos fontos eseményen megjelenik, ahol a testvérek is ott vannak, ugyanakkor a képernyőn soha nem látni, hogy bármit csinálna, mégis élőként kezelik.
- Bizé (Victor Wilson, magyar hangja Lippai László): a szószátyár gyík, akitől képtelenség megszabadulni. Akárcsak egy kaméleon, képes színt váltani, illetve levetni a farkát. VAn egy Vanda nevű barátnője.
- Maci Medve (John Garry): Dugó és Norbi diszkózene-kedvelő grizzlymedve barátja, akinek hangját és személyiségét Barry White után mintázták. Medve létére vegetáriánus
- Cickány (Mark Klastorin): rendkívül agresszív és verekedős rágcsáló, aki meglehetős fizikai erővel bír. Nem egy alkalommal elveri Dugót. Megszállottja a kamionoknak, olykor sofőrködik is. Mindamellett frusztrált személyiség, gyakran szenved kisebbségi komplexustól.
- Bugris – a hódtestvérek kuzinja.
- Norbi és Dugó szülei
- Norbi és Dugó kistestvérei: Chelsea és Stacy egy-két rész elejéig voltak láthatóak. Jellemzően felnőttködő kisgyerekek, akik feltűnő ruhákban szeretnek járni és mindenféle csínytevést elkövetni.
- Tudósok (Edward Winter): a hódok ellenségei, rendszeresen menyétnek nézik őket. Jellemzően valamilyen bizarr kísérletet akarnak rajtuk folytatni. Rendszeresen hivatkoznak kompetenciájukra akként, hogy hiszen "fehér köpenyük is van".
- Oxnard Montalvo (Tom Kane): Dugó és Norbi kedvenc B-kategóriás színésze.
- El Grapadura: egy mexikói luchador birkózó, Dugó és Norbi kedvence.

## Készítése
Mitch Schauer és Keith Kaczorek segítséégvel alkotta meg a sorozatot. Korábban Schauer különféle Nickelodeon-rajzdilmek, mint a "Ren és Stimpy Show", a "Hé, Arnold!", és a "Rocko" storyboard-jainak elkészítésénél segédkezett, de dolgozott az 1992-es Addams Family sorozat nyolc epizódján is. 1995-ben, a "Freakazoid!" című rajzfilm készítésekor a munkáltatója, a Gunther-Wahl Productions Inc. kért tőle három ötletet, ugyanis a céget megkereste a Nickelodeon egy rajzfilmsorozat reményében. A három ötlet között ott volt a "Hódító hódok" kezdetleges változata. Schauer ott sem volt, amikor bemutatták ezeket az ötleteket, hanem a munkáltatója prezentálta azokat a Nickeolodeon számára. A három ötlet közül a csatorna producerének, Mary Harringtonnak a hódok tetszettek meg a legjobban.
Schauert az Oklahomában töltött évei inspirálták, amikor is gyakran figyelte a hódok mindennapi életét. Az eredeti terv két zsémbes, politikailag inkorrekt hódról szólt volna, akik mindent utálnak, ami felkapott, divatos, vagy kicsit is népszerű - afféle ellenkultúra-hívekként. Semmiképpen sem szerette volna őket kedvesnek vagy aranyosnak ábrázolni. Nagy hatással volt még rá "A Flintstone család", a "Rózsazsín párduc", valamint a "Rocky és Bakacsin kalandjai".
Miközben készítették a sorozatot, egyre több és több dolgot tudtak meg a hódok viselkedéséről, amiket aztán beépítettek a sorozatba is. Ilyenek voltak például a folyton növő fogak, a farokkal történő vízcsapkodás, és a bűzmirigyek. Harringtonnak adott ajándékba egy dedikált tuskót Schauer, amelyről azt állította, hogy egy hód harapta meg, egy 2017-es interjúban azonban felfedte, hogy ő maga volt.
A csatorna és a készítők között azonban nem volt felhőtlen a kapcsolat, mert a Nickelodeon sokszor beleszólt, hogy mi jelenhet meg és mi nem. Az első évad "Hajrá, hódok" című epizódjából ki kellett vágniuk egy jelenetet, amikor egy léghajó becsapódik a tömegbe, miközben ugyanebben az epizódban benne maradhatott egy jelenet, melyben elszabadult jégsimítók teszik ugyanezt. A "Tekedilibogyó" című részből ki kellett vágniuk a "Shut Up!" kifejezést, a csatorna akkori elnöke, Herb Scannell ugyanis azon az állásponton volt, hogy ezzel rossz példával állnának a gyerekek elé. Micah Wright író szerint Scannellnek más területeken is voltak megkötései, többek között azt sem engedte, hogy a karakterek női ruhákba öltözzenek, nehogy összezavarják vele a fiatal nézőközönséget.
A sorozat négy évadra kapott berendelést, az alkotók azonban kezdtek belefáradni a csatorna etikai kódexének való folytonos megfelelésbe. Emellett a költségvetésük is nagy volt, a határidőket pedig nem tudták tartani. Elkészítették a sorozat utolsónak szánt epizódját, a "Bye Bye Beavers"-t, amely egyfajta metanarratívában arról szól, hogy a hódok megtudják: elkaszálták a sorozatot. Ebben a részben nyíltan kritizálták a csatornát a sorozatok törlése miatt, saját rajzfilmkarakter-mivoltukon morfondíroztak, sőt még a kicenzúrázott "Shut Up"-ra is utaltak. A karaktereiket képernyőn kívül akarták megölni, hogy utána felkerüljenek a "rajzfilm-mennyországba". A Nickelodeon eleinte az áldását adta erre, ám az idő előrehaladtával visszavonták ezt, ugyanis az etikai kódexbe ütközött volna a befejezés (előírás volt, hogy a főszereplők nem halhatnak meg egyetlen sorozat végén sem). Ezért aztán ez az epizód, és párja, "A Tail of Two Rangers", sosem készült el, csak kiszivárgott storyboard-ok ismertek róla, valamint a felvett hangsáv.
Schauer gyakran élcelődött is a Nickelodeon szigorán. A "Jópofa Bill legendája" című részben például az eredetiben Kid Friendly névre hallgató cowboyon keresztül gúnyolódott a gyerekbarát műsorokon. A gyerekbarátságra törekvés mindenre rányomta a bélyegét: ha fegyverek szerepeltek, azok például csak nagyok és színesek lehettek.

### Lehetséges folytatás
2016-ban Mitch Schauer felvetette, hogy a lánya ötletének hatására esetleg folytatná a sorozatot. Eszerint Norbi és Prémvirág összeházasodtak volna, és lett volna két lányuk, miközben Dugó továbbra is agglegény maradt volna. Az évek során többször is felvetődött ennek a lehetősége, de utoljára 2022-ben beszélt erről Schauer, és azóta sincs semmi konkrétum a témában.

## Magyar változat
Egyike volt azoknak a Nickelodeon-sorozatoknak, amelyek nem a csatornán, hanem az RTL Klubon mutatkoztak be, és innen kerültek át. A szinkron az RTL Magyarország megbízásából a Videovox Stúdióban készült.
Magyar szöveg: Duba András
Hangmérnök: Kránitz Lajos András
Rendezőasszisztens: Dobay Brigitta, Zentai Mária
Vágó: Baja Gábor, Majoros Eszter
Gyártásvezető: Csáki Vera
Szinkronrendező: Somló Andrea
Felolvasó: Zahorán Adrienne

## Forráshivatkozások
1. ↑  Nickelodeon Animation Podcast: Mitch Schauer on Apple Podcasts (amerikai angol nyelven). Apple Podcasts. (Hozzáférés: 2024. január 23.)
2. ↑  What's Your Story? (angol nyelven). Buzzsprout. (Hozzáférés: 2024. január 23.)
3. ↑  Fitzmaurice, Larry: The Inside Story of How Nickelodeon's 'Angry Beavers' Nearly Ended by Making the Main Characters Realize They Were Going to Die (angol nyelven). Vice, 2015. október 2. (Hozzáférés: 2024. január 23.)
4. ↑  „The Angry Beavers 25th Anniversary Virtual Reunion Livestream” (hu-HU nyelven).